# Њу Колумбија (Пенсилванија)
Њу Колумбија (енгл. New Columbia) насељено је место без административног статуса у америчкој савезној држави Пенсилванија.

## Демографија
По попису из 2010. године број становника је 1.013.
| Група             | 2000.    | 2010.       |
| Белци             | 0 (0,0%) | 971 (95,9%) |
| Афроамериканци    | 0 (0,0%) | 9 (0,9%)    |
| Азијати           | 0 (0,0%) | 1 (0,1%)    |
| Хиспаноамериканци | 0 (0,0%) | 18 (1,8%)   |
| Укупно            | 0        | 1.013       |